# Euploea vitella
Euploea vitella är en fjärilsart som beskrevs av Xavier Montrouzier 1856. Euploea vitella ingår i släktet Euploea och familjen praktfjärilar. Inga underarter finns listade i Catalogue of Life.